# Jegor Korszkow
Jegor Aleksiejewicz Korszkow, ros. Егор Алексеевич Коршков (ur. 10 lipca 1996 w Nowosybirsku) – rosyjski hokeista, reprezentant Rosji.
Syn Aleksieja (ur. 1974), także hokeisty oraz trenera, reprezentanta Kazachstanu.

## Kariera
- Barys Astana 2 (2011–2012)
- Łokomotiw-2004 Jarosław U17 A (2012–2013)
- Łoko Jarosław (2013–2016)
- Łokomotiw Jarosław (2014–2019)
- Toronto Marlies (2019–2020)
- Toronto Maple Leafs (2020)
- Łokomotiw Jarosław (2020–2023)
- Amur Chabarowsk (2023-2024)
- Ak Bars Kazań (2024-)

Wychowanek szkoły DJuSSz w Nowosybirsku, gdzie szkolił się pod okiem ojca. Potem został wychowankiem kazachskiego klubu Kazakmys Karaganda, gdzie grał jego ojciec. W edycji ligi kazachskiej 2011/2012 grał w zespole rezerwowym Barysu Astana i rywalizował wówczas w tym rozgrywkach ze swoim ojcem Aleksiejem, grającym wówczas w Jertysie Pawłodar. Od 2012 był zawodnikiem w strukturze Łokomotiwu Jarosław. Od 2013 do 2016 przez cztery sezony grał w rozgrywkach MHL w barwach drużyny Łoko. W międzyczasie, w KHL Junior Draft w 2013 został wybrany przez macierzysty Łokomotiw (z numerem 7), a w drafcie NHL z 2016 został wybrany przez Toronto Maple Leafs (z numerem 31 – jako pierwszy zawodnik w drugiej rundzie). Od 2014 do 2019 był zawodnikiem seniorskiego zespołu Łokomotiwu w seniorskich rozgrywkach KHL. Przedłużał kontrakt z klubem w listopadzie 2015 o dwa lata, w sierpniu 2017 o rok. 1 maja 2019 ogłoszono, że podpisał kontrakt wstępujący z Toronto Maple Leafs. Wiosną 2019 zdążył jeszcze rozegrać 9 spotkań w zespole farmerskim, Toronto Marlies, w lidze AHL. W kolejnym sezonie nadal występował w tej drużynie w AHL. W edycji NHL (2019/2020) zagrał jeden mecz (16 lutego 2020), w którym zdobył gola przeciw Buffalo Sabres. W sierpniu 2020 został wypożyczony do Łokomotiwu. W połowie lutego 2021 w ramach NHL został przetransferowany do Carolina Hurricanes, zaś pod koniec kwietnia 2021 przedłużył kontrakt z Łokomotiwem i rozegrał kolejnych sezon w tej lidze. Rok potem, w marcu 2022 jego prawa zawodnicze w NHL nabył klub Florida Panthers.
W maju 2023 przeszedł do Amura Chabarowsk, a rok później do Ak Barsa Kazań.
W barwach juniorskiej kadry Rosji uczestniczył w turniejach mistrzostw świata juniorów do lat 17 edycji 2013, mistrzostw świata juniorów do lat 18 edycji 2014, mistrzostw świata juniorów do lat 20 edycji 2016. W późniejszym czasie został kadrowiczem reprezentacji seniorskiej Rosji.

## Sukcesy
Reprezentacyjne
- Srebrny medal mistrzostw świata juniorów do lat 17: 2013
- Srebrny medal World Junior A Challenge: 2014
- Złoty medal Jr Super Series: 2015
- Srebrny medal mistrzostw świata juniorów do lat 20: 2016

Klubowe
- Pierwsze miejsce w Dywizji Północny Zachód w sezonie zasadniczym MHL: 2014, 2015, 2016 z Łoko Jarosław
- Pierwsze miejsce w Konferencji Zachód w sezonie zasadniczym MHL: 2014, 2015, 2016 z Łoko Jarosław
- Pierwsze miejsce w sezonie zasadniczym MHL: 2014, 2016 z Łoko Jarosław
- Złoty medal MHL /  Puchar Charłamowa: 2016 z Łoko Jarosław
- Superpuchar MHL: 2016 z Łoko Jarosław
- Brązowy medal mistrzostw Rosji: 2017 z Łokomotiwem Jarosław

Indywidualne
- MHL (2015/2016):
  - Pierwszy i ostatni gol dla Łoko w piątym-ostatnim meczu (6:3) rywalizacji finałowego o Puchar Charłamowa przeciw Czajce Niżny Nowogród (4:1) 21 kwietnia 2016[11]
  - Drugie miejsce w klasyfikacji strzelców w fazie play-off: 9 goli[12]
  - Drugie miejsce w klasyfikacji asystentów w fazie play-off: 10 asyst[13]
  - Pierwsze miejsce w klasyfikacji kanadyjskiej w fazie play-off: 19 punktów[14]
  - Piąte miejsce w klasyfikacji +/− w fazie play-off: +8[15]
  - Najlepszy napastnik etapu – finał o Puchar Charłamowa